# Leptosynapta roseola
Leptosynapta roseola är en sjögurkeart som beskrevs av Addison Emery Verrill 1874. Leptosynapta roseola ingår i släktet Leptosynapta och familjen masksjögurkor. Inga underarter finns listade i Catalogue of Life.